# Branford Center
Branford Center – jednostka osadnicza w Stanach Zjednoczonych, w stanie Connecticut, w hrabstwie New Haven.